# Bellegarde-en-Marche
Bellegarde-en-Marche é uma comuna francesa na região administrativa da Nova Aquitânia, no departamento de Creuse. Estende-se por uma área de 3,14 km². Em 2010 a comuna tinha 416 habitantes (densidade: 132,5 hab./km²).